# 조선인민군 저격보총
조선인민군 저격보총은 조선민주주의인민공화국 조선인민군의 분대 저격수용 소총이다. 유고 M76 저격총과 매우 유사하며, 조선민주주의인민공화국에서 자체 생산하는 것으로 추정된다. 조선인민군 73식 분대용기관총에도 사용되는 7.62 x 54 mm R 탄을 사용한다. 조선인민군에서는 저격수 교육시 유효 사거리가 500~800m 정도라고 이야기하나, 경험자의 증언에 따르면 500~600m 정도 거리의 목표에 효과적이다.

## 같이 보기
- 유고 M76 저격총